# Fugazi (álbum)
Fugazi es el segundo álbum de estudio de la banda de rock británica Marillion, publicado en 1984. Producido por Nick Tauber, el disco fue grabado entre noviembre de 1983 y febrero de 1984. Fue el primer álbum en el que participó el baterista Ian Mosley, luego de la salida del músico original Mick Pointer. Luego del éxito obtenido por su predecesor, Fugazi logró ingresar en el Top 5 de la lista de éxitos UK Albums Chart y obtuvo la certificación de disco de oro.

## Lista de canciones
1. "Assassing" - 7:03
2. "Punch & Judy" - 3:22
3. "Jigsaw" - 6:51
4. "Emerald Lies" - 5:12
5. "She Chameleon" - 6:55
6. "Incubus" - 8:32
7. "Fugazi" - 8:03

## Personal
- Fish – voz
- Steve Rothery – guitarra
- Mark Kelly – teclados
- Pete Trewavas – bajo
- Ian Mosley – batería